# Demophon von Eleusis
Demophon (altgriechisch Δημοφῶν Dēmophṓn, auch Δημοφόων Dēmophóōn) ist in der griechischen Mythologie der Sohn des eleusischen Königs Keleos und von dessen Frau Metaneira.

## Mythos
Der König nahm die Göttin Demeter bei sich auf, als diese auf der Welt umherirrte und vergebens ihre Tochter Persephone suchte. Die Göttin übernahm dann die Pflege des neugeborenen Demophon. Sie salbte den Knaben mit Ambrosia, wodurch er wunderbar gedieh und eher einem Gott als einem Menschen glich, als sie ihn aber eines Nachts in das Feuer hielt, um ihn so unsterblich zu machen, wurde sie von Metaneira überrascht, die ein großes Geschrei erhob, da sie meinte, eine verrückte alte Amme wolle ihren Sohn verbrennen. Dadurch war die Göttin sehr erzürnt und riss den Knaben aus dem Feuer, wodurch dieser dem Tod verfallen blieb. Dann zeigte sie sich in ihrer wahren Gestalt und verlangte, dass man ihr in Eleusis einen Tempel errichte, was auch geschah.
In der Bibliotheke des Apollodor wird Demophon vom Feuer verzehrt, was zugleich als Begründung dafür dient, dass Triptolemos statt Demophon das Korn zu den Menschen bringt. In späterer Zeit erscheint dann Triptolemos überhaupt an Stelle von Demophon, zum Beispiel in den Fasti des Ovid, wo Triptolemos der kränkliche Sohn des armen Bauern Keleos ist.

## Kult
Nach dem großen Homerischen Hymnos an die Fruchtbarkeitsgöttin (v. 265 ff.) gab es ein von Demeter eingesetztes, jährlich zu Frühlingsanfang stattfindendes Fest mit Kampfspielen unter den Knaben von Eleusis zu Ehren des Demophon. Kevin Clinton glaubt nicht, dass das die Mysterien von Eleusis waren, vielmehr nimmt er die Balletys (Βαλλετύς) als Kultfest des Demophon an, da dies der Angabe des Hesychios entspricht und Balletys und Eleusinia zur Zeit des Athenaios getrennte Feste waren.